# Drypetes madagascariensis
Drypetes madagascariensis là một loài thực vật có hoa trong họ Putranjivaceae. Loài này được (Lam.) Humbert & Leandri mô tả khoa học đầu tiên năm 1932.